# Lawil

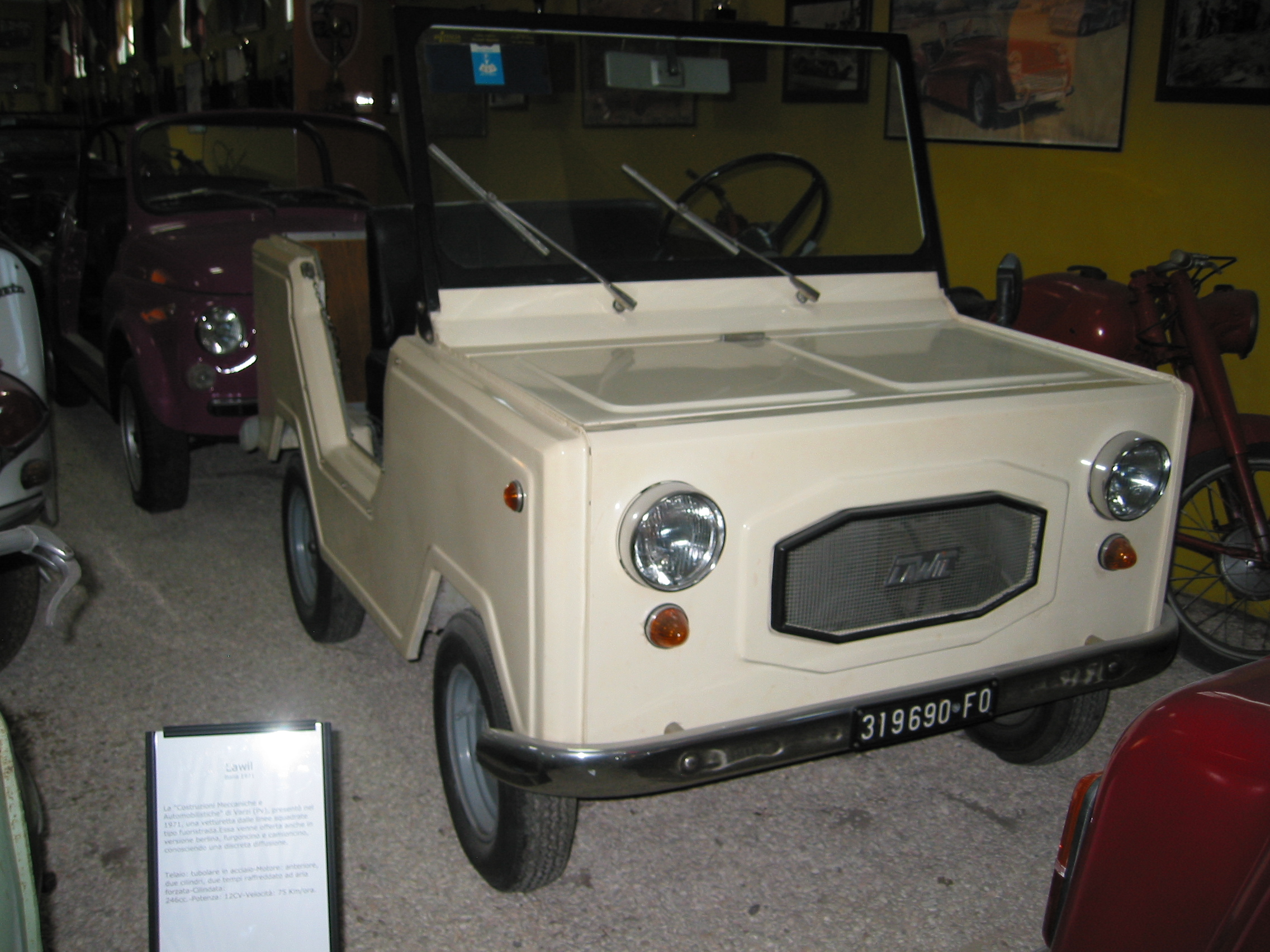
Une Lawil S3 de 1971 dans un musée italien.

Lawil S.p.A. est un constructeur automobile italien qui a produit des véhicules de 1967 à 1988. L'entreprise était basée à Pavie (Lombardie). Lawil S.p.A. faisait partie de Lambretta et d'Innocenti.
Le nom de l'entreprise est tiré des premières lettres du nom de ses deux créateurs : Henri Willame (directeur de Lambretta France) + Carlo Lavezzari (designer) = LAvezzari + WILlame

## Modèles
Les modèles suivants ont été commercialisés :
- Lawil Farmer (S1) 123 cm3 (1968-1971, F) / Lawil Varzina (S3) 250 cm3 (1970-1980, ITA)
- Lawil Farmer II 125 cm3 (1975-1980, F)
- Lawil Berlina (S4) 250 cm3 (ITA) / Willam City (A1 à A3) 123 cm3 and 175 cm3 (1967-1971, F) / Willam City (A4 et A5) 125 cm3 (1971-1980, F)
- Lawil Pick-Up (C1) 123 cm3 (jusqu'à 1977, F)
- Lawil Fourgonnette (C2) 125 cm3 (1968-1988, uniquement vendue en F)
- Lawil Break (C4) 125 cm3

## Source de la traduction
- (de) Cet article est partiellement ou en totalité issu de l’article de Wikipédia en allemand intitulé « Lawil » (voir la liste des auteurs).